# José Carlos Fernández
José Carlos Fernández González (Santa Cruz de la Sierra, 24 gennaio 1971) è un ex calciatore boliviano, di ruolo portiere.

## Carriera

### Club
Uscito dall'Academia Tahuichi, scuola calcio da cui sono usciti molti nazionali boliviani, debutta con la maglia dell'Oriente Petrolero nel 1995. Dopo aver giocato con il Destroyers e il Blooming si trasferisce in Spagna, al Córdoba. Nel 2000 passa al Jaguares, dove gioca una stagione; trasferitosi in Major League Soccer ai N.E. Revolution, nel 2001, gioca solo tre partite e torna in Messico, al Veracruz. Dopo aver giocato in Bolivia, Cile, Perù e Colombia, si trasferisce al Blooming. È soprannominato El Gato per la sua agilità tra i pali.

### Nazionale
Conta 25 presenze in nazionale di calcio boliviana.